# زبان کوی
کوی، کویی، سوی یا کوای، (به تایلندی: ภาษากุย؛ به خمر: ភាសាកួយ)، یک زبان کاتویی، بخشی از خانواده بزرگتر آستروآسیایی است که توسط مردم کوی جنوب شرق آسیا صحبت می‌شود.
کوی یکی از زبان‌های مهمتر خانواده مون-خمر است. در شمال شرق تایلند توسط حدود ۳۰۰٬۰۰۰ نفر، در استان‌های سالاوان، ساواناخت و سکونگ لائوس توسط حدود ۶۴٬۰۰۰ نفر؛ و در استان‌های پرئاه ویهئار، استونگ ترنگ و کامپونگ توم شمال کامبوج توسط ۱۵٬۵۰۰ نفر گویش می‌شود.